# Leonid Potapow
Leonid Wasiljewicz Potapow (ros. Леони́д Васи́льевич Пота́пов, ur. 4 lipca 1935 we wsi Uakit w rejonie bauntowskim w Buriacko-Mongolskiej ASRR, zm. 12 listopada 2020) – radziecki i rosyjski polityk, prezydent Buriacji (1994–2007).

## Życiorys
Etniczny Rosjanin. W 1959 ukończył Chabarowski Instytut Inżynierów Transportu Kolejowego, a w 1965 Irkucki Instytut Gospodarki Narodowej. Od 1959 pracował w zakładzie remontu lokomotyw i wagonów w Ułan Ude. Od 1964 członek KPZR, od 1976 funkcjonariusz partyjny, w latach 1978–1987 sekretarz Buriackiego Komitetu Obwodowego KPZR, w latach 1987–1990 przewodniczący Komitetu Wykonawczego Maryjskiej Rady Obwodowej. W 1990 zastępca przewodniczącego Rady Najwyższej Turkmeńskiej SRR, od 6 kwietnia 1990 do 23 sierpnia 1991 I sekretarz Buriackiego Komitetu Obwodowego KPZR, w latach 1990–1993 deputowany ludowy Federacji Rosyjskiej, w 1991 przewodniczący Rady Najwyższej Republiki Buriacji. Od 1990 do 1991 członek KC KPZR. Od lipca 1994 do lipca 2007 prezydent Buriacji, od stycznia 1996 do grudnia 2000 członek Rady Federacji, od września 2007 do 2009 pomocnik kierownika administracji Prezydenta Federacji Rosyjskiej. Członek KPFR.

## Odznaczenia
- Order „Za zasługi dla Ojczyzny” IV klasy
- Order Rewolucji Październikowej
- Order Czerwonego Sztandaru Pracy
- Order „Znak Honoru”
- Order Przyjaźni (Rosja)
- Medal 100-lecia urodzin Lenina